# سيراس إل. دونهام
سيراس إل. دونهام هو قاضي ومحامي وسياسي أمريكي، ولد في 16 يناير 1817 في درايدن في الولايات المتحدة، وتوفي في 21 نوفمبر 1877. نشط حزبياً في الحزب الديمقراطي. وقد انتخب عضو مجلس النواب الأمريكي ‏.